# 창녕군의회
창녕군의회는 경상남도 창녕군 지역을 관할하는 기초의회이다.